# Michael Pillay
Michael Pillay (ur. 10 listopada 1955) – seszelski bokser, olimpijczyk.
Brał udział w pierwszych dla Seszeli igrzyskach olimpijskich, które miały miejsce w Moskwie w 1980 roku. Wystąpił tam w wadze półśredniej. W pierwszej fazie zawodów zwyciężył na punkty z Duńczykiem Ole Svendsenem (4–1) i awansował do 1/8 finału. Jego kolejnym przeciwnikiem był Jugosłowianin Mehmet Bogujevci, z którym Pillay przegrał przez nokaut.